# Bal-Sagoth
Bal-Sagoth è una band symphonic black metal inglese fondata nello Yorkshire.

## Tematiche
I temi trattati sono soprattutto fantasy ma, a differenza delle band che si ispirano alla "high fantasy" epica nello stile del Tolkien Ensemble capitanato da Byron Roberts, ha eletto a propri numi tutelari Robert Ervin Howard e gli altri rappresentanti del filone Sword and Sorcery. Le loro canzoni trattano spesso di civiltà barbare sorte "prima di Atlantide", re-guerrieri, necromanti, sacerdoti di terrificanti dèi Cthulhoidi e altri elementi della narrativa pulp fantastica e orrorifica.
Un'altra fonte di ispirazione della band sono i fumetti di Jack Kirby, specialmente le saghe cosmiche degli Eterni, Silver Surfer, Galactus e l'Osservatore, a cui rendono un velato omaggio nell'album The Power Cosmic.

## Formazione

### Formazione attuale
- Byron Roberts – voce (1989-presente)
- Chris Maudling – basso (1993-1998), chitarra (1993-presente)
- Jonny Maudling – batteria (1993-1998), tastiere (1993-presente)
- Paul "Wak" Jackson – batteria (2007-presente)
- Alistair MacLatchy – basso (2010-presente)

### Ex componenti
- Vincent Crabtree – tastiere (1993-1995)
- Dave Mackintosh – batteria (1998-2004)
- Dan "Storm" Mullins – batteria (2004-2007)
- Mark Greenwell – basso (1998-2010)

### Ex-turnisti
- Jason Porter – basso (1993-1996)
- Leon Forrest – tastiere (1995-1998)
- Alistair MacLatchy – basso (1996-1998)

## Discografia

### Album in studio
- 1995 – A Black Moon Broods Over Lemuria
- 1996 – Starfire Burning Upon the Ice-Veiled Throne of Ultima Thule
- 1998 – Battle Magic
- 1999 – The Power Cosmic
- 2001 – Atlantis Ascendant
- 2006 – The Chthonic Chronicles

### Compilation
- 2013 – Apocryphal Tales (Demo 1993)

### Demo
- 1993 – Demo